# Водяные клещи
Водяные клещи (лат. Hydrachnidia) — группа акариформных клещей гипотряда Parasitengona из инфраотряда Anystina. Одна из самых многочисленных и разнообразных групп бентосных членистоногих, насчитывающая 6000 описанных видов из 57 семейств. Поскольку водяные клещи Африки, Азии и Южной Америки изучены недостаточно хорошо, их число, вероятно, гораздо больше. Другие таксоны Parasitengona также включают виды с полуводными повадками, но только Hydracarina по праву считается субаквальной. Водные клещи следуют общему жизненному циклу Parasitengona: активная личинка, неактивная (калиптостазная) протонимфа, активная дейтонимфа, неактивная тритонимфа и активная взрослая особь. Обычно личинки являются паразитами, а дейтонимфы и взрослые особи — хищниками. Также в водной среде обитают представители неродственной группы Halacaroidea (включая морских клещей) из инфраотряда Eupodina. Остатки водяных клещей встречаются в янтаре.

## Строение и образ жизни
Водяные клещи имеют округлое или вытянутое тело, часто ярко окрашенное, 2 или 4 глаза и крючкообразные хелицеры; педипальпы снабжены крючками или щетинками на последнем членике. Длинные ноги (во взрослом состоянии) увеличиваются в длину сзади и по большей части снабжены длинными щетинками и служат для плавания; лишь у рода Limnochares щетинки не развиты, и потому эти животные ползают по дну. Водяные клещи живут в стоячих и проточных пресных водоёмах, а некоторые и в море. Дыхание осуществляется через систему трахей, либо через особые структуры (пузыри, каналы) на спинной поверхности тела (род Atax).
Развитие проходит с метаморфозом. Шестиногие личинки живут паразитами на водяных насекомых или двустворчатых моллюсках. У рода Atax во время развития в яйце зародыш окружается особой внутренней оболочкой; затем яйцевая оболочка лопается, а внутренняя вздувается от проникающей сквозь неё воды, и зародыш переходит в стадию так называемого вторичного яйца (deutovum), из которого уже выходит шестиногая личинка. У Atax bonzi личинка очень подвижна, некоторое время живет свободно, потом входит в ткань жабр пресноводных двустворчатых раковин (Unionidae). Далее её наружная оболочка снова вздувается, принимая округлую форму, внутри развивается восьминогая личинка, которая выходит наружу, живет свободно, снова внедряется в ткань жабр и после нового неподвижного состояния выходит уже в виде взрослого животного.

## Классификация
В группу включают следующие семейства:
- Надсемейство Arrenuroidea
  - Arrenuridae
  - Acalyptonotidae
  - Athienemanniidae
  - Bogatiidae
  - Chappuisididae
  - Hungarohydracaridae
  - Krendowskiidae
  - Mideidae
  - Mideopsidae
  - Momoniidae
  - Neoacaridae
- Надсемейство Eylaoidea
  - Eylaidae
  - Limnocharidae
  - Piersigiidae
- Надсемейство Hydrachnoidea
  - Hydrachnidae
- Надсемейство Hydrovolzioidea
  - Hydrovolziidae
- Надсемейство Hydryphantoidea
  - Hydrodromidae
  - Hydryphantidae
- Надсемейство Hygrobatoidea
  - Aturidae
  - Feltriidae
  - Hygrobatidae
  - Limnesiidae
  - Pionidae
  - Pontarachnidae
  - Unionicolidae
- Надсемейство Lebertioidea
  - Anisitsiellidae
  - Lebertiidae
  - Oxidae
  - Rutripalpidae
  - Sperchontidae
  - Teutoniidae
  - Torrenticolidae[4].
- Надсемейство Stygothrombidioidea
  - Stygothrombididae

### Представители
- Hydrachna — клещи с длинным хоботком, личинки которых паразитируют на водяных скорпионах, водных жуках (плавунцах, жуках-водолюбах) и других водных насекомых. Окрашенные в красные тона клещи вида Hydrachna cruenta широко распространены в стоячих водоёмах.
- Atax — паразиты двустворчатых моллюсков. Atax ypsilophorus паразитируют на беззубках.